# Championnats du monde de course en ligne de canoë-kayak de 1991
Navigation
Édition précédente Édition suivante
Les vingt-quatrièmes championnats du monde de course en ligne de canoë-kayak se sont déroulés du 21 au 25 août 1991 à Paris (France).

## Podiums

### Homme

#### Canoë
| Épreuve     | Or                                                                            | Temps | Argent                                                          | Temps | Bronze                                                                 | Temps |
| C-1 500 m   | Mikhail Silvinskiy (URS)                                                      |       | Nikolay Bukhalov (BUL)                                          |       | Olaf Heukrodt (GER)                                                    |       |
| C-1 1000 m  | Ivan Klementiev (URS)                                                         |       | Nikolay Bukhalov (BUL)                                          |       | Matthias Röder (GER)                                                   |       |
| C-1 10000 m | Zsolt Bohács (HUN)                                                            |       | Ivan Klementiev (URS)                                           |       | Andrew Train (GBR)                                                     |       |
| C-2 500 m   | Hongrie Attila Pálizs Attila Szabó                                            |       | Union soviétique Viktor Reneisky Nicolae Juravschi              |       | France Olivier Boivin Didier Hoyer                                     |       |
| C-2 1000 m  | Allemagne Ulrich Papke Ingo Spelley                                           |       | France Olivier Boivin Didier Hoyer                              |       | Union soviétique Viktor Reneisky Nicolae Juravschi                     |       |
| C-2 10000 m | Hongrie István Gyulay Pál Pétervári                                           |       | Roumanie Gheorghe Andriev Romice Haralambie                     |       | Royaume-Uni Andrew Train Stephen Train                                 |       |
| C-4 500 m   | Union soviétique Viktor Reneisky Nicolae Juravschi Yuriy Gurin Valeriy Veshko |       | France Benoît Bernard Joël Bettin Philippe Renaud Pascal Sylvoz |       | Allemagne Axel Berndt Andreas Dittmer Sven Montag Thomas Zereske       |       |
| C-4 1000 m  | Union soviétique Viktor Reneisky Nicolae Juravschi Yuriy Gurin Valeriy Veshko |       | Allemagne Olaf Heukrodt Sven Montag Ulrich Papke Ingo Spelley   |       | Bulgarie Nikolay Bukhalov Traicho Draganov Paisiy Lubenov Dejan Slavov |       |

#### Kayak
| Épreuve     | Or                                                                  | Temps | Argent                                                              | Temps | Bronze                                                                     | Temps |
| K-1 500 m   | Ren Crichlow (CAN)                                                  |       | Knut Holmann (NOR)                                                  |       | Zsolt Gyulay (HUN)                                                         |       |
| K-1 1000 m  | Knut Holmann (NOR)                                                  |       | Ferenc Csipes (HUN)                                                 |       | Greg Barton (USA)                                                          |       |
| K-1 10000 m | Greg Barton (USA)                                                   |       | Beniamino Bonomi (ITA)                                              |       | Morten Ivarsen (NOR)                                                       |       |
| K-2 500 m   | Espagne Juan José Román Juan Manuel Sánchez                         |       | Allemagne Kay Bluhm Torsten Gutsche                                 |       | Hongrie Ferenc Csipes Zsolt Gyulay                                         |       |
| K-2 1000 m  | Allemagne Kay Bluhm Torsten Gutsche                                 |       | Espagne Juan José Román Juan Manuel Sánchez                         |       | Hongrie Akos Angyal Béla Petrovics                                         |       |
| K-2 10000 m | France Philippe Boccara Pascal Boucherit                            |       | Allemagne Kay Bluhm Torsten Gutsche                                 |       | Tchécoslovaquie Robert Erban Juraj Kadnar                                  |       |
| K-4 500 m   | Allemagne Detlef Hofmann Oliver Kegel Thomas Reineck André Wohllebe |       | Hongrie Attila Ábrahám Ferenc Csipes Gyula Kajner Béla Petrovics    |       | Union soviétique Sergey Galkov Oleg Gorobiy Sergey Kirsanov Andrey Plitkin |       |
| K-4 1000 m  | Hongrie Attila Ábrahám Attila Adám Attila Androvicz László Fidel    |       | Allemagne Detlef Hofmann Oliver Kegel Thomas Reineck André Wohllebe |       | Tchécoslovaquie Karol Becker Richard Botio Karel Hrudik Michael Matus      |       |
| K-4 10000 m | Allemagne Detlef Hofmann Oliver Kegel Thomas Reineck André Wohllebe |       | Australie Ramon Andersson Clint Robinson Ian Rowling Steven Wood    |       | Suède Jonas Fager Pablo Grate Hans Olsson Peter Orban                      |       |

### Femmes

#### Kayak
| Epreuve    | Or                                                                   | Temps | Argent                                                      | Temps | Bronze                                                 | Temps |
| K-1 500 m  | Katrin Borchert (GER)                                                |       | Rita Köbán (HUN)                                            |       | Josefa Idem (ITA)                                      |       |
| K-1 5000 m | Josefa Idem (ITA)                                                    |       | Anna Wood (AUS)                                             |       | Katrin Borchert (GER)                                  |       |
| K-2 500 m  | Allemagne Ramona Portwich Anke von Seck                              |       | Hongrie Eva Donusz Erika Mészáros                           |       | Suède Agneta Andersson Anna Olsson                     |       |
| K-2 5000 m | Allemagne Ramona Portwich Anke von Seck                              |       | Suède Maria Haglund Susanne Rosenquist                      |       | France Bernadette Bregeon Sabine Gotschy               |       |
| K-4 500 m  | Allemagne Katrin Borchert Monika Bunke Ramona Portwich Anke von Seck |       | Hongrie Eva Donusz Katalin Gyulay Rita Köbán Erika Mészáros |       | Chine Lui Qingilan Ning Menghua Wang Jing Wen Yangfang |       |

## Tableau des médailles
| Rang  | Nation           | Or | Argent | Bronze | Total |
| ----- | ---------------- | -- | ------ | ------ | ----- |
| 1     | Allemagne        | 8  | 4      | 4      | 16    |
| 2     | Hongrie          | 4  | 5      | 3      | 12    |
| 3     | Union soviétique | 4  | 2      | 2      | 8     |
| 4     | France           | 1  | 2      | 2      | 5     |
| 5     | Italie           | 1  | 1      | 1      | 3     |
| 6     | Norvège          | 1  | 1      | 1      | 3     |
| 7     | Espagne          | 1  | 1      | 0      | 2     |
| 8     | États-Unis       | 1  | 0      | 1      | 2     |
| 9     | Canada           | 1  | 0      | 0      | 1     |
| 10    | Bulgarie         | 0  | 2      | 1      | 3     |
| 11    | Australie        | 0  | 2      | 0      | 2     |
| 12    | Suède            | 0  | 1      | 2      | 3     |
| 13    | Roumanie         | 0  | 1      | 0      | 1     |
| 14    | Tchécoslovaquie  | 0  | 0      | 2      | 2     |
| 15    | Royaume-Uni      | 0  | 0      | 2      | 2     |
| 16    | Chine            | 0  | 0      | 1      | 1     |
| Total | Total            | 22 | 22     | 22     | 66    |